# Huis ten Bosch (Maarssen)
Huis ten Bosch, ook wel Het Huys ten Bosch genoemd, is een aan de rivier de Vecht gelegen 17e-eeuws buitenhuis in het Nederlandse dorp Maarssen in de provincie Utrecht. Het fungeerde in de 20e eeuw een tijdlang als gemeentehuis en het werd erkend als rijksmonument.

## Geschiedenis
De Amsterdamse koopman Pieter Belten trouwde in 1627 met de koopmansdochter Constantia Coymans en kort daarop lieten ze een Hollands classicistisch, vermoedelijk door Jacob van Campen, vormgegeven buitenhuis bouwen in Maarssen. Mogelijk zijn delen van een ouder bouwwerk verwerkt in dit nieuwe huis. Voor die tijd unieke elementen die Huis ten Bosch meekreeg zijn een spouwmuur en een façade met een fronton en vier Ionische pilasters. Boven op het dak werd een (niet meer bestaande) kleine uitkijktoren geplaatst en de plafonds werden kunstzinnig beschilderd. Naast het huis kwam een koetshuis dat vandaag de dag nog aanwezig is.
Jacob Cromhout kocht in 1642 het pand aan. Tot 1764 bleef het binnen deze vermogende familie, waarbij het in de 18e eeuw door hen werd gemoderniseerd. Nadat de buurman het in bezit kreeg, kocht uiteindelijk de familie Bicker het in 1780 aan die het huis van een pleisterlaag voorzag. Zij hernoemden het huis naar Moins et Content en lieten een naastgelegen (inmiddels verdwenen) theekoepel aan de Vecht bouwen. De Amsterdammer Johannes Buys kreeg Huis ten Bosch in 1816 in zijn bezit; een boerderij, het bos en een moestuin die bij het huis hoorden kregen andere eigenaren. Nadien verwisselde Huis ten Bosch diverse malen van eigenaar tot de gemeente Maarssen het in 1922 aankocht om het als gemeentehuis te kunnen gaan gebruiken. De buitenplaats Goudestein zou vanaf 1961 het Maarssense gemeentehuis worden.
In 1961 werd het Huis ten Bosch aangekocht door de oude-kunstverzamelaar en antiquair Jacob Gieling. Het accent van de restauratie die door Gieling en zijn team werd uitgevoerd lag vooral op het herstellen van de buitenplaats in originele toestand. Ondanks een povere documentatie van de originele bouwplannen en binnen de strenge restricties van monumentenzorg werd er door Jacob Gieling, met een team van specialisten, een plan opgesteld wat voorzag in een zorgvuldige sloop van de voor de functie van gemeentehuis gedane veranderingen vanaf 1922. 
Jacob Gieling had het vermoeden dat veel van de details die de buitenplaats van origine zou moeten bevatten, na 1922 simpelweg “vertimmerd” waren om het gebouw de functie van gemeentehuis te geven. 
Zijn vermoeden bleek bewaarheid, en als een van de bewijzen hiervan werden de originele met bladgoud belegde plafonds onder een laag spaanplaat blootgelegd. Gieling heeft in de restauratie kosten noch moeite gespaard het Huis ten Bosch in de originele, luisterrijke toestand te herstellen. 
Tevens werd het aanpalende koetshuis gerestaureerd en succes- en sfeervol in het perceel geïntegreerd. De familie Gieling betrok de gerestaureerde buitenplaats in 1962 en het werd een centrum van activiteit. Onder leiding van de dame des Huizes werden er concerten, lezingen en exposities gehouden. Prinses Beatrix was een graag geziene gast evenals kunstenaars en kunstverzamelaars uit alle delen van de wereld. Het interieur, met zijn deels contemporaine inrichting en aangelegde tuinen, en vooral de rozentuin, waren destijds regelmatig onderwerp en decor van publicaties in nationale en internationale media.